# 加尔韦斯
加尔韦斯，是西班牙卡斯蒂利亚-拉曼恰托莱多省的一个市镇。总面积55平方公里，总人口3107人（2001年），人口密度56人/平方公里。